# Oxyuranus
Oxyuranus es un género de serpientes grandes, rápidas y muy venenosas de Australia, conocidas con el nombre común de taipanes.

## Descripción

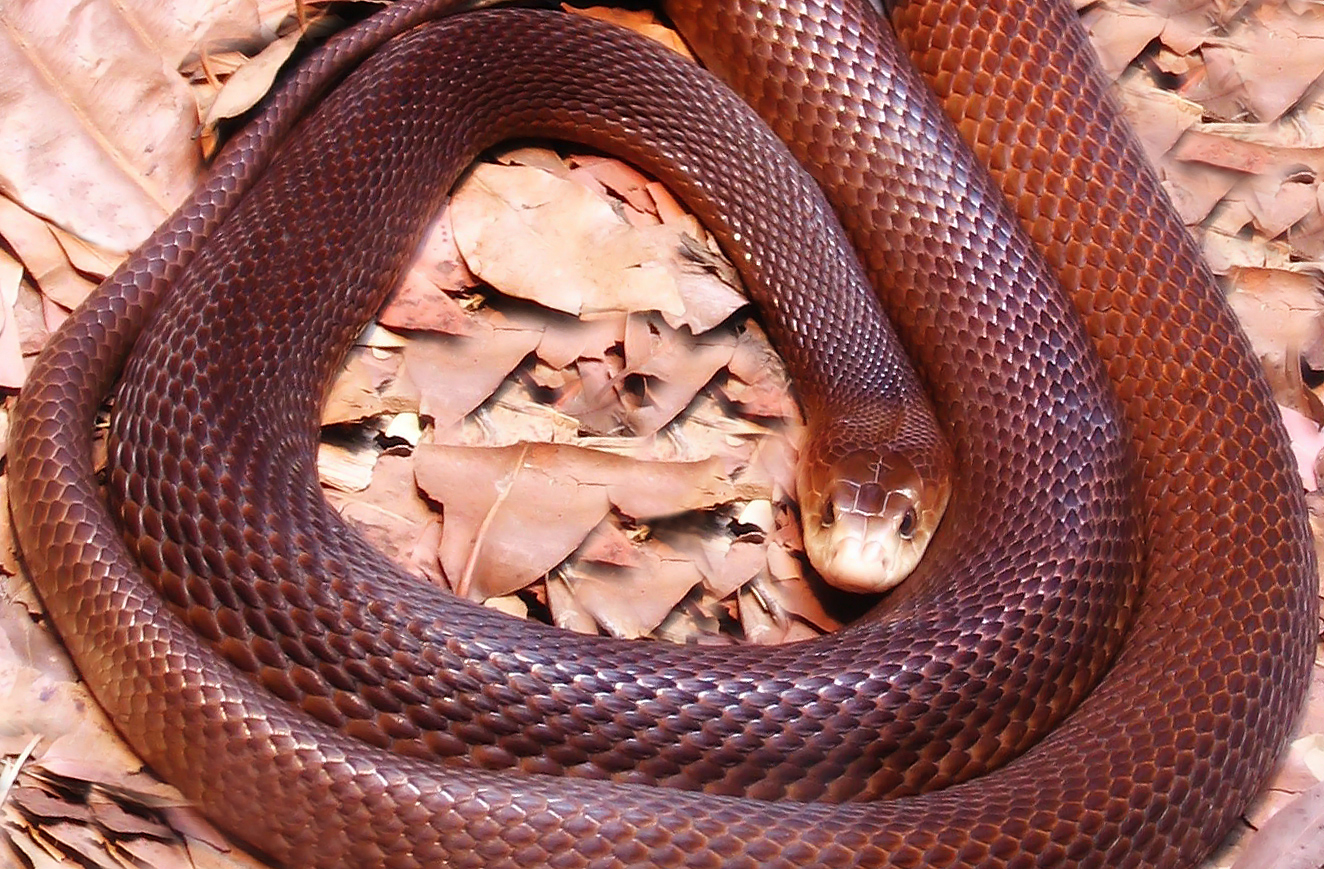
Taipán de la costa.

Hay tres especies conocidas: el taipán de la costa (Oxyuranus scutellatus), la más conocida taipán del interior (Oxyuranus microlepidotus) y una recientemente descubierta tercera especie,  el taipán de distribución central (Oxyuranus temporalis). El taipán de la costa tiene dos subespecies: el taipán de la costa (Oxyuranus scutellatus scutellatus) y el taipán papuano (Oxyuranus scutellatus canni), que se encuentra en la costa sur de Papúa Nueva Guinea. Su dieta consiste primariamente de pequeños mamíferos, especialmente ratas y bandicoots.
Una especie, el taipán del interior (Oxyuranus microlepidotus), tiene el veneno más tóxico de todas las serpientes terrestres del mundo. Esta es sólo una medida de toxicidad (DL50) medida como mg/kg de ratón, dado que éticamente no puede probarse en humanos. La entrega de veneno debe tomarse además como un factor al determinar la letalidad de la serpiente para los ratones. El veneno coagula la sangre de la víctima, bloqueando arterias o venas e  incrementando los factores de coagulación. Es además altamente neurotóxico. No se tiene información de que haya habido supervivientes de una mordedura de taipán antes de que se desarrollara el antiveneno y, aún después, las víctimas a menudo requieren extensos periodos de cuidados intensivos. El taipán fue llamado así por Donald Thomson por la palabra usada por personas aborígenes de Wik-Mungkan de península del Cabo York, Queensland central, Australia.
Los taipanes pueden alcanzar de 2 a 3,60 metros de longitud. El taipán de la costa es usualmente de color marrón pálido a oscuro, decolorando a un lateral crema, aunque los juveniles son de color más claro. El taipán papuano es negro o gris púrpura, con una raya de color cobrizo en su parte posterior. Se encuentran a menudo en campos de azúcar debido a la abundancia de ratas —su principal fuente de alimentación. Se alimentan de dos a tres veces por semana.
En varios aspectos de morfología, ecología y comportamiento, los taipanes de la costa son fuertemente convergentes con el elápido africano, Dendroaspis polylepis, conocida como la famosa y temida mamba negra.